# Nurtekin Tepe
Nurtekin Tepe (* 1967 in der Türkei) ist ein deutscher Politiker (SPD) und seit Juni 2023 Mitglied der Bremischen Bürgerschaft. 

## Biografie

### Ausbildung, Beruf und Familie
Tepe kam um 1980 mit seinen Eltern aus der Türkei. Er erlernte den Beruf eines Maschinenschlossers und war Fahrer bei der Bremer Straßenbahn.
Tepe war Gemeindesprecher der Hemelinger Moschee-Gemeinde. Er ist u. a. verantwortlich für den  Neubau einer Moschee in Hemelingen.

In die Kritik der Gewerkschaft Erziehung und Wissenschaft geriet Tepe 2023 als langjähriger Aktivist von Millî Görüş, einer länderübergreifend aktiven islamistischen Bewegung.
Er wohnt in Bremen-Hemelingen, ist verheiratet und hat vier Kinder.

### Politik
Tepe ist Mitglied der SPD Bremen und ist im Vorstand des SPD-Ortsvereins Hemelingen. 2015 und 2019 kandidierte er für den Beirat Hemelingen und war dort als Sachkundiger Bürger und ab 2019 bis 2023 als Mitglied vertreten.
Er kandidierte für die SPD bei der Bürgerschaftswahl im Mai 2023 auf dem hinteren Listenplatz 49.

Er wurde 2023 mit 1329 Personenstimmen zum Mitglied der 21. Bremischen Bürgerschaft gewählt.
Er ist aktuell Sprecher für die Angelegenheiten der Religionsgemeinschaften der SPD-Fraktion.

### Weitere Mitgliedschaften
- Mitglied im Kuratorium der Hemelinger Stadtteilstiftung (2014–2018)